# 시마노 마사노부
시마노 마사노부(일본어: 島野 雅亘, 1940년 1월 2일 ~ )는 일본의 전 프로 야구 선수이다. 효고현 출신이며 현역 시절 포지션은 포수였다.

## 인물
스모토 고등학교 시절에는 고시엔 대회에 출전한 경험은 없었고 고등학교 1년 선배로는 가마타 미노루, 쓰타 유키오가 있다. 1958년 다이요 웨일스에 입단, 도이 기요시의 대기 포수로서 1959년부터 1군에 고정됐다. 1961년에는 도이와 병용돼 60경기에 선발 출전했고 이듬해 1962년에는 주전 포수로서 개인 최다 기록인 108경기에 출전했다. 하지만 그 이듬해에 도이에게서 주전 포수 자리를 빼앗겨 이후에는 출전 기회가 줄어들었다. 1965년 오프에는 스기모토 기미타카와의 맞트레이드로 산케이 아톰스에 이적했지만 여기에서는 오카모토 요시타카의 대기자 명단에 올려져서 뚜렷한 활약은 없었다. 1967년을 끝으로 현역에서 은퇴했다.
현역 은퇴 후 부인이 운영하는 료칸을 도왔다.

## 상세 정보

### 출신 학교
- 효고 현립 스모토 고등학교

### 선수 경력
- 다이요 웨일스(1958년 ~ 1965년)
- 산케이 아톰스(1966년 ~ 1967년)

### 등번호
- 37(1958년 ~ 1965년)
- 25(1966년 ~ 1967년)

### 연도별 타격 성적
| 연 도      | 소 속      | 경 기 | 타 석 | 타 수 | 득 점 | 안 타 | 2 루 타 | 3 루 타 | 홈 런 | 루 타 | 타 점 | 도 루 | 도 루 자 | 희 생 번 | 희 생 플 | 볼 넷 | 고 4 | 사 구 | 삼 진 | 병 살 타 | 타 율 | 출 루 율 | 장 타 율 | O P S |
| ---------- | ---------- | ----- | ----- | ----- | ----- | ----- | ------- | ------- | ----- | ----- | ----- | ----- | -------- | -------- | -------- | ----- | ---- | ----- | ----- | -------- | ----- | -------- | -------- | ----- |
| 1959년     | 다이요     | 49    | 81    | 76    | 2     | 11    | 0       | 0       | 1     | 14    | 1     | 0     | 2        | 3        | 0        | 2     | 0    | 0     | 25    | 1        | .145  | .167     | .184     | .351  |
| 1960년     | 다이요     | 68    | 107   | 96    | 6     | 16    | 3       | 0       | 1     | 22    | 8     | 0     | 0        | 2        | 1        | 8     | 0    | 0     | 31    | 0        | .167  | .231     | .229     | .460  |
| 1961년     | 다이요     | 95    | 202   | 183   | 14    | 39    | 4       | 2       | 1     | 50    | 13    | 1     | 3        | 5        | 0        | 12    | 0    | 2     | 48    | 4        | .213  | .269     | .273     | .542  |
| 1962년     | 다이요     | 108   | 200   | 179   | 13    | 45    | 7       | 1       | 2     | 60    | 11    | 3     | 0        | 5        | 1        | 15    | 1    | 0     | 36    | 7        | .251  | .309     | .335     | .644  |
| 1963년     | 다이요     | 81    | 133   | 118   | 8     | 20    | 1       | 0       | 2     | 27    | 7     | 1     | 1        | 2        | 0        | 13    | 1    | 0     | 24    | 1        | .169  | .252     | .229     | .481  |
| 1964년     | 다이요     | 27    | 23    | 19    | 4     | 3     | 0       | 0       | 0     | 3     | 1     | 0     | 0        | 0        | 1        | 3     | 0    | 0     | 3     | 0        | .158  | .273     | .158     | .431  |
| 1965년     | 다이요     | 49    | 50    | 49    | 2     | 6     | 0       | 0       | 0     | 6     | 3     | 1     | 0        | 0        | 0        | 0     | 0    | 1     | 9     | 1        | .122  | .140     | .122     | .262  |
| 1966년     | 산케이     | 32    | 44    | 41    | 0     | 5     | 2       | 0       | 0     | 7     | 4     | 0     | 0        | 1        | 0        | 2     | 0    | 0     | 14    | 0        | .122  | .163     | .171     | .334  |
| 1967년     | 산케이     | 23    | 32    | 32    | 2     | 3     | 1       | 0       | 0     | 4     | 0     | 0     | 0        | 0        | 0        | 0     | 0    | 0     | 8     | 1        | .094  | .094     | .125     | .219  |
| 통산 : 9년 | 통산 : 9년 | 532   | 872   | 793   | 51    | 148   | 18      | 3       | 7     | 193   | 48    | 6     | 6        | 18       | 3        | 55    | 2    | 3     | 198   | 15       | .187  | .242     | .243     | .485  |